# Льюис, Рэнди
Рэнделл Скотт «Рэнди» Льюис (англ. Randall Scott "Randy" Lewis; род. 7 июня 1959, Рапид-Сити, Южная Дакота) — американский борец вольного стиля, чемпион Олимпийских игр, призёр розыгрыша Кубка мира, чемпион Панамериканских игр, четырёхкратный чемпион США по версии ААА и двукратный чемпион США по версии NCAA.

## Биография
Родился в Рапид-Сити в Южной Дакоте. Начал заниматься борьбой в школе по настоянию учителя физкультуры. 
В 1982 году был вторым на розыгрыше Кубка мира и остался за чертой призёров — четвёртым на чемпионате мира. В 1983 году стал победителем Панамериканских игр. 
На Летних Олимпийских играх 1984 года в Лос-Анджелесе боролся в категории до 62 килограммов (полулёгкий вес). Участники турнира, числом в 16 человек в категории, были разделены на две группы. За победу в схватках присуждались баллы, от 4 баллов за чистую победу и 0 баллов за чистое поражение. Когда в каждой группе определялись три борца с наибольшими баллами (борьба проходила по системе с выбыванием после двух поражений), они разыгрывали между собой места в группе. Затем победители групп встречались в схватке за первое-второе места, занявшие второе место — за третье-четвёртое места, занявшие третье место — за пятое-шестое места. В отсутствие сильнейших борцов, Рэнди Льюис все схватки закончил досрочно за явным преимуществом и стал олимпийским чемпионом. 
| Круг                           | Соперник         | Страна         | Результат | Основание                               | Время схватки |
| ------------------------------ | ---------------- | -------------- | --------- | --------------------------------------- | ------------- |
| 1                              | Марк Данбар      | Великобритания | Победа    | 12-0 (4 балла)                          | 2:36          |
| 2                              | Крис Браун       | Австралия      | Победа    | 13-1 (4 балла)                          | 3:16          |
| 3                              | Гиан Сингх       | Индия          | Победа    | 12-0 (4 балла)                          | 1:53          |
| 4                              | Антонио Ла Бруна | Италия         | Победа    | 15-3 (4 балла)                          | 4:46          |
| Финал в группе «Б» (встреча 1) | Антонио Ла Бруна | Италия         | Победа    | Зачёт предварительной встречи (4 балла) |               |
| Финал в группе «Б» (встреча 2) | Крис Браун       | Австралия      | Победа    | Зачёт предварительной встречи (4 балла) |               |
| Финал                          | Косэй Акаиси     | Япония         | Победа    | 24-11 (4 балла)                         | 4:52          |

В 1988 году участвовал в отборочных соревнованиях к Олимпиаде в Сеуле, и потерпел лишь одно поражение в упорной схватке с будущим чемпионом Джоном Смитом.
В 1990 году выступил на Панамериканском чемпионате, где занял первое место, а также на турнире Гранд-мастеров олимпийской борьбы, где был вторым. Закончил активную карьеру в 1992 году, после чего стал тренером, сначала в колледже в Финиксе, затем тренировал команду Hawkeye Wrestling Club. В 1990-2000 годы продолжал участвовать в соревнованиях на любительском уровне. Живёт в Рапид-Сити, владеет рекламной фирмой. 